# Служба охраны рыбных ресурсов и диких животных США
Служба охраны рыбных ресурсов и диких животных США (англ. United States Fish and Wildlife Service) — подразделение Министерства внутренних дел США, целью которого является контроль и сохранение рыбы, дикой природы и ареалов.

## Состав службы
- Система национальных резерватов дикой природы (National Wildlife Refuge System) (548 национальных резерватов д.п. и 66 национальных рыбоводных завода)
- Подразделение сохранения мест проживания птиц (Division of Migratory Bird Management)
- Программа федеральных марок уток (Federal Duck Stamp)
- Национальная система рыбоводных заводов (National Fish Hatchery System)
- Программа вымирающих видов (Endangered Species program)
- Ведомство по обеспечению порядка Службы охраны рыболовства и диких животных США (United States Fish and Wildlife Service Office of Law Enforcement)

## Деятельность
Изначально служба была основана как межведомственная комиссия под названием Комиссия по рыбным ресурсам и рыболовству (U.S. Commission on Fish and Fisheries), позже стала Бюро рыболовства (Bureau of Fisheries) в составе Департамента торговли США и подразделения экономической орнитологии и териологии (позже Бюро биологического надзора, Bureau of Biological Survey) Департамента сельского хозяйства США. Современное подчинение было установлено в 1939 г., когда вышеупомянутые бюро были переданы Департаменту внутренних дел и реорганизованы.
Главная цель службы — работая вместе с другими организациями, сохранение, охрана и возобновление популяции рыбы, диких животных, растений и окружающей среды с целью поддержания возможности получения пользы для народа США. В ведомстве службы находятся более 520 национальных резерватов и 66 национальных рыбоводных завода.